# Seznam zemětřesení v roce 2021
Legenda:

 6,0–6,9 Mw

 7,0–7,9 Mw

 8,0+ Mw

Toto je seznam zemětřesení v roce 2021. Zahrnuta jsou zde pouze zemětřesení o síle 6,0 Mw nebo výše. Pokud mají slabší zemětřesení za následek velké škody nebo ztráty na životech, tak jsou zde taktéž zahrnuta (neplatí však u mapy vpravo). Časové termíny jsou vedeny podle UTC času a všechny údaje pochází od Americké geologické služby (USGS).

## Přehled

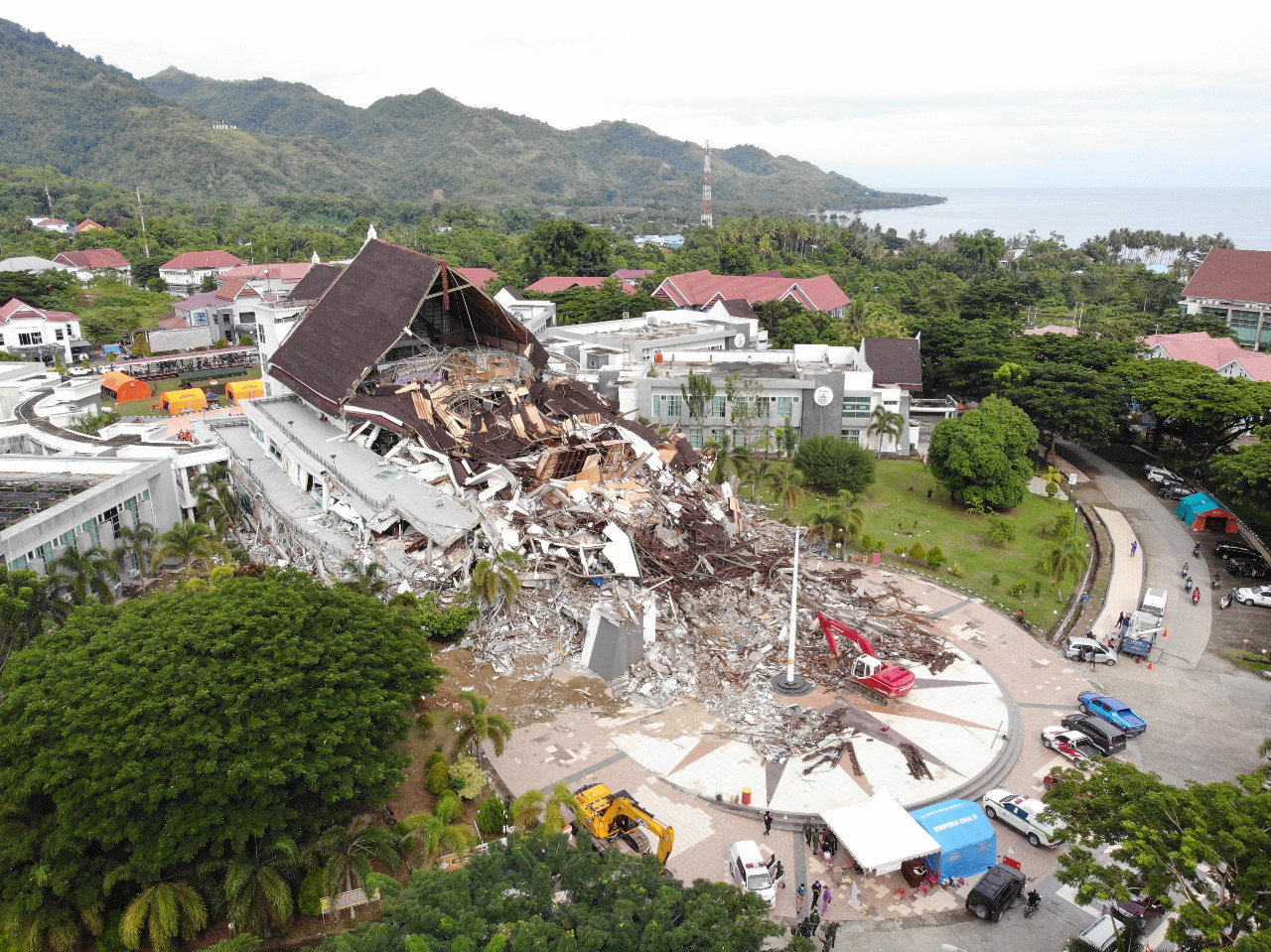
Zničená budova na Sulawesi, 14. leden, síla 6,2 M_{w}.

### Srovnání počtu zemětřesení s minulými roky
| Síla    | 2011   | 2012   | 2013   | 2014   | 2015   | 2016   | 2017   | 2018   | 2019   | 2020   | 2021   | 2022 |
| ------- | ------ | ------ | ------ | ------ | ------ | ------ | ------ | ------ | ------ | ------ | ------ | ---- |
| 8,0–9,9 | 1      | 2      | 2      | 1      | 1      | 0      | 1      | 1      | 1      | 0      | 3      |      |
| 7,0–7,9 | 19     | 14     | 17     | 11     | 18     | 16     | 6      | 16     | 9      | 9      | 16     |      |
| 6,0–6,9 | 187    | 117    | 123    | 143    | 127    | 131    | 104    | 118    | 135    | 111    | 141    |      |
| 5,0–5,9 | 2 486  | 1 546  | 1 460  | 1 580  | 1 413  | 1 550  | 1 447  | 1 671  | 1 484  | 1 315  | 2 046  |      |
| 4,0–4,9 | 13 129 | 10 955 | 11 877 | 15 817 | 13 777 | 13 700 | 10 544 | 12 782 | 11 897 | 12 135 | 14 658 |      |
| Celkem  | 15 822 | 12 635 | 13 480 | 17 552 | 15 336 | 15 397 | 13 102 | 14 589 | 15 530 | 13 572 | 16 864 |      |

### Podle počtu obětí
| Pořadí | Mrtví | Síla | Místo                        | Mer. stupnice     | Hloubka (km) | Datum         |
| ------ | ----- | ---- | ---------------------------- | ----------------- | ------------ | ------------- |
| 1.     | 2 248 | 7,2  | Tiburonský poloostrov, Haiti | IX (Pustošivé)    | 10           | 14. srpna     |
| 2.     | 108   | 6,2  | Západní Sulawesi, Indonésie  | VI (Silné)        | 18           | 15. ledna     |
| 3.     | 27    | 5,9  | Balúčistán, Pákistán         | VII (Velmi silné) | 9            | 6. října      |
| 4.     | 20    | 7,3  | Čching-chaj, Čína            | X (Ničivé)        | 10           | 21. května    |
| 5.     | 13    | 7,0  | Guerrero, Mexiko             | VIII (Bořivé)     | 20           | 7. září       |
| 6.     | 12    | 7,5  | Amazonas, Peru               | V (Málo silné)    | 67           | 28. listopadu |

### Podle magnitudy
| Pořadí | Síla | Mrtví | Místo                                                                                | Mer. stupnice     | Hloubka (km) | Datum         |
| ------ | ---- | ----- | ------------------------------------------------------------------------------------ | ----------------- | ------------ | ------------- |
| 1.     | 8,2  | 0     | Aleutské ostrovy, USA                                                                | VII (Velmi silné) | 32,2         | 29. července  |
| 2.     | 8,1  | 0     | Kermadekovy ostrovy, Nový Zéland                                                     | VIII (Bořivé)     | 26,5         | 4. března     |
| 3.     | 8,1  | 0     | Jižní Georgie a Jižní Sandwichovy ostrovy, Jižní Georgie a Jižní Sandwichovy ostrovy | VII (Velmi silné) | 22,8         | 12. srpna     |
| 4.     | 7,7  | 0     | Matthew, Nová Kaledonie                                                              | IV (Mírné)        | 10           | 10. února     |
| 5.     | 7,5  | 12    | Amazonas, Peru                                                                       | V (Málo silné)    | 112,5        | 28. listopadu |
| 6.     | 7,5  | 0     | Jižní Georgie a Jižní Sandwichovy ostrovy, Jižní Georgie a Jižní Sandwichovy ostrovy | VI (Silné)        | 63,3         | 12. srpna     |
| 7.     | 7,4  | 0     | Kermadekovy ostrovy, Nový Zéland                                                     | VII (Velmi silné) | 55,6         | 4. března     |
| 8.     | 7,3  | 0     | Sin-ťiang, Čína                                                                      | IX (Ničivé)       | 10           | 21. května    |
| 8.     | 7,3  | 1     | Floreské moře, Indonésie                                                             | VII (Velmi silné) | 18,4         | 14. prosince  |

## Seznam zemětřesení

### Leden
| Datum     | Místo                        | Stát        | Magnituda | Hloubka (km) | Mercalliho stupnice | Poznámka | Oběti | Oběti   |
| Datum     | Místo                        | Stát        | Magnituda | Hloubka (km) | Mercalliho stupnice | Poznámka | Mrtví | Zranění |
| --------- | ---------------------------- | ----------- | --------- | ------------ | ------------------- | --- | ----- | ------- |
| 3. leden  | Adak                         | USA         | 6,1       | 21           | VI (Silné)          | - | -     | -       |
| 6. leden  | Kermadekovy ostrovy          | Nový Zéland | 6,2       | 37,1         | IV (Mírné)          | - | -     | -       |
| 6. leden  | Gorontalo                    | Indonésie   | 6,1       | 148          | IV (Mírné)          | - | -     | -       |
| 6. leden  | Petrinja                     | Chorvatsko  | 4,7       | 10           | VIII (Bořivé)       | Dotřes. Řada staveb utrpěla poškození. | -     | -       |
| 8. leden  | Isangel                      | Vanuatu     | 6,1       | 113          | IV (Mírné)          | - | -     | -       |
| 8. leden  | Kermadekovy ostrovy          | Nový Zéland | 6,3       | 224          | IV (Mírné)          | - | -     | -       |
| 10. leden | Malampa                      | Vanuatu     | 6,1       | 160          | IV (Mírné)          | - | -     | -       |
| 10. leden | Ankara                       | Turecko     | 4,3       | 10           | IV (Mírné)          | Hlášeny drobné škody. | -     | -       |
| 10. leden | Salta                        | Argentina   | 6,1       | 217          | IV (Mírné)          | - | -     | -       |
| 11. leden | Khövsgöl                     | Mongolsko   | 6,7       | 10           | VIII (Bořivé)       | Nejsilnější mongolské zemětřesení od roku 1967. Řada staveb kolem jezera Chövsgöl núr a jižně od města Mörön byla poškozena (rozbitá okna a praskliny na zdech). Ve zmíněném městě se muselo hospitalizovat 53 osob se zdravotními komplikacemi (srdeční potíže, vysoký krevní tlak aj.). | -     | 53      |
| 14. leden | Mamuju                       | Indonésie   | 5,7       | 18           | VII (Velmi silné)   | Předtřes. | -     | 1       |
| 14. leden | Mamuju                       | Indonésie   | 6,2       | 18           | VII (Velmi silné)   | Nejtragičtější zemětřesení roku 2021. Otřesy způsobily kolapsy veřejných budov, například nemocnic a hotelů. Silnice zablokovaly sesuvy půdy. Zemřelo 105 lidí, přes 3 tisíce utrpělo zranění a 3 osoby jsou nezvěstné.                                                                   | 105   | 3 369   |
| 15. leden | Hormozgán                    | Írán        | 5,5       | 8            | VII (Velmi silné)   | 80 domů poškozeno a jedna osoba zraněna. | -     | 1       |
| 19. leden | San Juan                     | Argentina   | 6,4       | 20           | VII (Velmi silné)   | Zemětřesení způsobilo poškození staveb, z nichž některé se zřítily. Hlášeny byly výpadky elektřiny a zablokování silnic sesuvy půdy. 14 lidí bylo zraněno, jeden vážně. | -     | 14      |
| 21. leden | Talaud                       | Indonésie   | 7,0       | 95,8         | V (Málo silné)      | Několik budov v souostroví poškozeno. | -     | -       |
| 23. leden | Granada                      | Španělsko   | 4,3       | 10           | IV (Mírné)          | Hlášeny mírné škody. Padající komín zranil jednoho muže. | -     | 1       |
| 23. leden | Jižní Shetlandy              | Antarktida  | 6,9       | 9,8          | V (Málo silné)      | Zemětřesení vyvolalo 4 cm vysoké tsunami. Na chilské vědecké základně utrpěla škody jedna budova. | -     | -       |
| 28. leden | Granada                      | Španělsko   | 4,3       | 10           | IV (Mírné)          | Drobné škody včetně kolapsu jedné střechy. | -     | -       |
| 31. leden | Upper Takutu-Upper Essequibo | Guyana      | 5,6       | 7,2          | VII (Velmi silné)   | Nejsilnější zemětřesení, které kdy bylo v Guyaně zaznamenáno. Citelné bylo až v sousední Brazílii. Hlášeno jen lehké poškození. | -     | -       |

### Únor
| Datum    | Místo                     | Stát              | Magnituda | Hloubka (km) | Mercalliho stupnice | Poznámka | Oběti | Oběti   |
| Datum    | Místo                     | Stát              | Magnituda | Hloubka (km) | Mercalliho stupnice | Poznámka | Mrtví | Zranění |
| -------- | ------------------------- | ----------------- | --------- | ------------ | ------------------- | --- | ----- | ------- |
| 3. únor  | jihovýchod Tichého oceánu | -                 | 6,7       | 10           | -                   | - | -     | -       |
| 3. únor  | Mamuju                    | Indonésie         | 4,9       | 10           | -                   | Dotřes. Jeden člověk zemřel. | 1     | -       |
| 7. únor  | Provincie Manus           | Papua Nová Guinea | 6,3       | 10           | IV (Mírné)          | - | -     | -       |
| 7. únor  | Mindanao                  | Filipíny          | 6,3       | 10           | IV (Mírné)          | Čtrnáct osob zranily padající předměty. Ve městě Kidapawan vypadla dodávka elektrického proudu. | -     | 14      |
| 10. únor | Loyauté                   | Nová Kaledonie    | 6,1       | 10           | -                   | Předtřes. | -     | -       |
| 10. únor | Loyauté                   | Nová Kaledonie    | 6,0       | 10           | -                   | Předtřes. | -     | -       |
| 10. únor | Loyauté                   | Nová Kaledonie    | 7,7       | 10           | IV (Mírné)          | Zatím nejsilnější zemětřesení roku 2021. Pro Nový Zéland, Polynésii a Americkou Samou bylo vydáno varování před tsunami. K pobřeží nakonec dorazila pouze 78 cm vysoká vlna (Lenakel v souostroví Vanuatu). | -     | -       |
| 10. únor | Loyauté                   | Nová Kaledonie    | 6,4       | 10           | III (Slabé)         | Dotřes. | -     | -       |
| 10. únor | Bengkulu                  | Indonésie         | 6,2       | 10           | IV (Mírné)          | - | -     | -       |
| 10. únor | Loyauté                   | Nová Kaledonie    | 6,1       | 10           | -                   | Dotřes. | -     | -       |
| 10. únor | Loyauté                   | Nová Kaledonie    | 6,1       | 10           | -                   | Dotřes. | -     | -       |
| 11. únor | Loyauté                   | Nová Kaledonie    | 6,0       | 10           | -                   | Dotřes. | -     | -       |
| 12. únor | Horský Badachšán          | Tádžikistán       | 5,9       | 99           | IV (Mírné)          | V sousedním Pákistánu zemřela jedna žena, jež v panickém běhu upadla. | 1     | 5       |
| 13. únor | Fukušima                  | Japonsko          | 7,1       | 49,9         | VIII (Bořivé)       | Zemětřesení odstavilo od elektrické energie 800 tisíc obyvatel. Hlášeny škody na budovách i pozemních komunikací. Jednalo se o následek silnějšího zemětřesení o síle 9,1 Mw, z roku 2011.                  | 1     | 185     |
| 13. únor | Západní Nová Británie     | Papua Nová Guinea | 6,0       | 51,8         | IV (Mírné)          | - | -     | -       |
| 13. únor | Ararat                    | Arménie           | 4,9       | 10           | VI (Silné)          | Škody byly nahlášeny v nedalekém Jerevanu. | -     | 3       |
| 16. únor | Port Vila                 | Vanuatu           | 6,2       | 10           | IV (Mírné)          | - | -     | -       |
| 17. únor | Loyauté                   | Nová Kaledonie    | 6,1       | 12,6         | -                   | Dotřes. | -     | -       |
| 17. únor | Jásúdž                    | Írán              | 5,4       | 10           | VII (Velmi silné)   | Otřesy způsobily značné škody na zástavbě a výpadky elektrického proudu. 63 lidí utrpělo zranění, většina ve městě Jásúdž.                                                                                  | -     | 63      |
| 18. únor | Port Vila                 | Vanuatu           | 6,1       | 10           | IV (Mírné)          | - | -     | -       |
| 18. únor | Alo                       | Wallis a Futuna   | 6,1       | 7,7          | IV (Mírné)          | - | -     | -       |
| 24. únor | Vogar                     | Island            | 5,6       | 10           | VIII (Bořivé)       | V nedalekém hlavním městě Reykjavíku došlo k lehkým škodám. | -     | -       |
| 26. únor | Severní Moluky            | Indonésie         | 5,0       | 10           | -                   | 60 budov poškozeno, včetně nemocnice a vládních budov. | -     | 3       |

### Březen
| Datum      | Místo                  | Stát                                      | Magnituda | Hloubka (km) | Mercalliho stupnice | Poznámka | Oběti | Oběti   |
| Datum      | Místo                  | Stát                                      | Magnituda | Hloubka (km) | Mercalliho stupnice | Poznámka | Mrtví | Zranění |
| ---------- | ---------------------- | ----------------------------------------- | --------- | ------------ | ------------------- | --- | ----- | ------- |
| 1. březen  | Antioquia              | Kolumbie                                  | 5,1       | 10           | IX (Ničivé)         | V departmentu otřesy poškodily nebo zničily různé budovy. Jedna osoba zemřela po pádu ze střechy, zatímco jiná na infarkt.                   | 2     | 1       |
| 3. březen  | Antioquia              | Řecko                                     | 6,3       | 8            | VIII (Bořivé)       | Poškozeno nejméně sto domů a dalších budov, včetně kostelů. Starší muž zemřel po propuštění z nemocnice, kam byl při záchraně transpontován. | 1     | 11      |
| 4. březen  | Gisborne (Nový Zéland) | Nový Zéland                               | 7,3       | 15,5         | VI (Silné)          | Vydáno varování před tsunami. K pobřeží následně dorazila neškodná vlna s výškou 28 cm.                                                      | -     | -       |
| 4. březen  | Torresovy ostrovy      | Vanuatu                                   | 6,1       | 173,3        | IV (Mírné)          | - | -     | -       |
| 4. březen  | Kermadekovy ostrovy    | Nový Zéland                               | 7,4       | 43           | VII (Velmi silné)   | Tento předtřes vyvolal tsunami s výškou 31 cm.                                                                                               | -     | -       |
| 4. březen  | Kermadekovy ostrovy    | Nový Zéland                               | 8,1       | 21,2         | VIII (Bořivé)       | Zemětřesení způsobilo tsunami o výšce 64 cm.                                                                                                 | -     | -       |
| 4. březen  | Kermadekovy ostrovy    | Nový Zéland                               | 6,1       | 10           | III (Slabé)         | Dotřes. | -     | -       |
| 4. březen  | Thesálie               | Řecko                                     | 5,8       | 10           | VIII (Bořivé)       | Předtřes, jenž zapříčinil kolaps některých opuštěných budov. Další poškodil.                                                                 | -     | -       |
| 4. březen  | Kermadekovy ostrovy    | Nový Zéland                               | 6,1       | 10           | III (Slabé)         | Dotřes. | -     | -       |
| 5. březen  | Kermadekovy ostrovy    | Nový Zéland                               | 6,3       | 17           | IV (Mírné)          | Dotřes. | -     | -       |
| 5. březen  | Kermadekovy ostrovy    | Nový Zéland                               | 6,2       | 10           | III (Slabé)         | Dotřes. | -     | -       |
| 6. březen  | Kermadekovy ostrovy    | Nový Zéland                               | 6,3       | 13           | V (Málo silné)      | Dotřes. | -     | -       |
| 6. březen  | Kermadekovy ostrovy    | Nový Zéland                               | 6,1       | 10,3         | IV (Mírné)          | Dotřes. | -     | -       |
| 6. březen  | Kermadekovy ostrovy    | Nový Zéland                               | 6,2       | 10           | VI (Silné)          | Dotřes. | -     | -       |
| 6. březen  | Kermadekovy ostrovy    | Nový Zéland                               | 6,1       | 10           | VI (Silné)          | Dotřes. | -     | -       |
| 6. březen  | Arequipa               | Peru                                      | 4,7       | 10           | VI (Silné)          | V okrese Huambo bylo poškozeno 70 domů a 10 se muselo evakuovat. Sesuvy půdy zatarasily silnice.                                             | -     | -       |
| 11. březen | Mara                   | Tanzanie                                  | 4,8       | 10           | V (Málo silné)      | 50 studentů zraněno během paniky. | -     | 50      |
| 14. březen | -                      | Jižní Georgie a Jižní Sandwichovy ostrovy | 6,0       | 10           | III (Slabé)         | - | -     | -       |
| 16. březen | Kamčatka               | Rusko                                     | 6,6       | 22,1         | V (Málo silné)      | - | -     | -       |
| 18. březen | Kabylie                | Alžírsko                                  | 6,0       | 8            | VII (Velmi silné)   | 17 osob se zranilo při panice a také skokem z okna.                                                                                          | -     | 17      |
| 20. březen | Guerrero               | Mexiko                                    | 5,7       | 28,3         | VI (Silné)          | Zříceny dva domy a další rezidence zemětřesení poškodilo.                                                                                    | -     | -       |
| 20. březen | Macquarie              | Austrálie                                 | 6,1       | 10           | -                   | - | -     | -       |
| 20. březen | Mijagi                 | Japonsko                                  | 7,0       | 54           | VII (Velmi silné)   | Otřesy zapříčinily výpadky proudu. Úřady vydaly varování před tsunami, poté ho zrušily. Jedná se o dotřes po zemětřesení z roku 2011.        | -     | 11      |
| 23. březen | Sin-ťiang              | Čína                                      | 5,4       | 10           | VII (Velmi silné)   | Tři lidé zabiti a 65 domů poškozeno. | 3     | -       |

### Duben
| Datum     | Místo               | Stát                                      | Magnituda | Hloubka (km) | Mercalliho stupnice | Poznámka                                                                                    | Oběti | Oběti   |
| Datum     | Místo               | Stát                                      | Magnituda | Hloubka (km) | Mercalliho stupnice | Poznámka                                                                                    | Mrtví | Zranění |
| --------- | ------------------- | ----------------------------------------- | --------- | ------------ | ------------------- | ------------------------------------------------------------------------------------------- | ----- | ------- |
| 1. duben  | Kermadekovy ostrovy | Nový Zéland                               | 6,5       | 20           | IV (Mírné)          | Dotřes.                                                                                     | -     | -       |
| 1. duben  | Fidžijské moře      | -                                         | 6,0       | 595          | II (Velmi slabé)    | -                                                                                           | -     | -       |
| 1. duben  | Guelma              | Alžírsko                                  | 4,8       | 10           | VII (Velmi silné)   | Některé domy poškozeny a došlo také k sesuvu skal.                                          | -     | -       |
| 3. duben  | -                   | Jižní Georgie a Jižní Sandwichovy ostrovy | 6,6       | 10           | -                   | -                                                                                           | -     | -       |
| 5. duben  | Gisborne            | Nový Zéland                               | 6,0       | 10           | V (Málo silné)      | Dotřes.                                                                                     | -     | -       |
| 6. duben  | Sulejmánie          | Irák                                      | 5,2       | 9,3          | VII (Velmi silné)   | Zemětřesení v sousedním Íránů poničilo 30 bytových jednotek.                                | -     | 4       |
| 7. duben  | Kermadekovy ostrovy | Nový Zéland                               | 6,0       | 10           | III (Slabé)         | Dotřes.                                                                                     | -     | -       |
| 10. duben | Celebeské moře      | -                                         | 6,1       | 311,3        | III (Slabé)         | -                                                                                           | -     | -       |
| 10. duben | Východní Jáva       | Indonésie                                 | 6,0       | 67           | V (Málo silné)      | Značné škody utrpělo více než tisíc budov, včetně nemocnice. Zemřelo 9 osob.                | 9     | 104     |
| 10. duben | Madang              | Papua Nová Guinea                         | 6,0       | 10           | IV (Mírné)          | -                                                                                           | -     | -       |
| 18. duben | Búšehr              | Írán                                      | 5,8       | 8            | VIII (Bořivé)       | Hlášeny praskliny na budovách.                                                              | -     | 5       |
| 20. duben | Severní Sumatra     | Indonésie                                 | 6,1       | 9            | IV (Mírné)          | -                                                                                           | -     | -       |
| 24. duben | Pangai              | Tonga                                     | 6,5       | 301          | IV (Mírné)          | -                                                                                           | -     | -       |
| 25. duben | Pangai              | Tonga                                     | 6,4       | 246          | IV (Mírné)          | -                                                                                           | -     | -       |
| 27. duben | East Sepik          | Papua Nová Guinea                         | 6,1       | 10           | IV (Mírné)          | -                                                                                           | -     | -       |
| 27. duben | Západní Jáva        | Indonésie                                 | 4,9       | 57,4         | IV (Mírné)          | Dva domy se zhroutily.                                                                      | -     | -       |
| 28. duben | Ásám                | Indie                                     | 6,0       | 34           | VII (Velmi silné)   | Otřesy způsobily škody v podobě popraskaných či zřícených zdí. Dva lidé zemřeli na infarkt. | 2     | 12      |
| 29. duben | Kermadekovy ostrovy | Nový Zéland                               | 6,1       | 10           | III (Slabé)         | Dotřes.                                                                                     | -     | -       |

### Květen
| Datum      | Místo                 | Stát      | Magnituda | Hloubka (km) | Mercalliho stupnice | Poznámka | Oběti | Oběti   |
| Datum      | Místo                 | Stát      | Magnituda | Hloubka (km) | Mercalliho stupnice | Poznámka | Mrtví | Zranění |
| ---------- | --------------------- | --------- | --------- | ------------ | ------------------- | --- | ----- | ------- |
| 1. květen  | Mijagi                | Japonsko  | 6,8       | 47,3         | VI (Silné)          | - | -     | 3       |
| 2. květen  | Západní Sumatra       | Indonésie | 5,5       | 21           | V (Málo silné)      | Nemocnice utrpěla drobné škody. | -     | -       |
| 5. květen  | Západní Sumatra       | Indonésie | 5,7       | 23,1         | V (Málo silné)      | Zemětřesení opět způsobilo škody na výše zmíněné nemocnici. Další škody hlášeny na elektrických generátorech. | -     | -       |
| 7. květen  | Macquarie             | Austrálie | 6,0       | 10           | -                   | - | -     | -       |
| 7. květen  | Lau                   | Fidži     | 6,1       | 378,6        | III (Slabé)         | - | -     | -       |
| 12. květen | -                     | Mauricius | 6,7       | 10           | III (Slabé)         | - | -     | -       |
| 13. květen | Chiriquí              | Panama    | 6,0       | 10           | IV (Mírné)          | - | -     | -       |
| 13. květen | Mijagi                | Japonsko  | 6,0       | 32           | IV (Mírné)          | Dotřes. | -     | -       |
| 14. květen | Severní Sumatra       | Indonésie | 6,7       | 11           | IV (Mírné)          | - | -     | -       |
| 17. květen | Severní Chorásán      | Írán      | 5,4       | 10           | VII (Velmi silné)   | Některé budovy utrpěly škody. | -     | 25      |
| 18. květen | Gandakí               | Nepál     | 5,3       | 10           | V (Málo silné)      | Otřesy poškodily dvě desítky domů. | -     | 6       |
| 19. květen | východ Tichého oceánu | -         | 6,7       | 10           | -                   | - | -     | -       |
| 21. květen | Jün-nan               | Čína      | 6,1       | 9            | VIII (Bořivé)       | Došlo ke zřícení několik budovy a pod jejich troskami zůstali uvěznění lidé. Tři osoby zemřely. | 3     | 32      |
| 21. květen | Čching-chaj           | Čína      | 7,3       | 10           | IX (Ničivé)         | Několik mostů těžce poškozeno, jiné spadly. Po zemětřesení v roce 2008 se jedná o největší zemětřesení, které Čínu zasáhlo.                                                                                      | -     | 19      |
| 21. květen | Wallis a Futuna       | Francie   | 6,5       | 10           | VII (Velmi silné)   | - | -     | -       |
| 21. květen | Východní Jáva         | Indonésie | 5,7       | 107,9        | IV (Mírné)          | Více než 6 tisíc budov poškozeno, včetně 14 klinik a mešit. | -     | 3       |
| 25. květen | Západní provincie     | Rwanda    | 4,7       | 10           | VII (Velmi silné)   | Hlášeny škody na budovách, školách a pozemních komunikací. Tři osoby zraněny padajícími troskami. Jedná se o hlavní otřes v zemětřesném roji, který souvisel s erupcí sopky Nyiragongo, ležící v sousedním Kongu | -     | 3       |
| 31. květen | Aljaška               | USA       | 6,1       | 43,9         | VI (Silné)          | Otřesy způsobily jen drobné škody. | -     | -       |

### Červen
| Datum      | Místo               | Stát                           | Magnituda | Hloubka (km) | Mercalliho stupnice | Poznámka | Oběti | Oběti   |
| Datum      | Místo               | Stát                           | Magnituda | Hloubka (km) | Mercalliho stupnice | Poznámka | Mrtví | Zranění |
| ---------- | ------------------- | ------------------------------ | --------- | ------------ | ------------------- | --- | ----- | ------- |
| 3. červen  | Molucké moře        | Indonésie                      | 6,1       | 9,9          | IV (Mírné)          | - | -     | -       |
| 10. červen | Jün-nan             | Čína                           | 5,1       | 10           | II (Velmi slabé)    | Zemětřesení poškodilo 2 tisíce domů. | -     | 2       |
| 10. červen | Jižní Kivu          | Konžská demokratická republika | 5,0       | 10           | V (Málo silné)      | Některé domy se zřítily a jejich trosky pod sebou uvěznili jejich obyvatele. Dvě děti zabila padající zeď.                                                                             | 2     | 3       |
| 16. červen | Moluky              | Indonésie                      | 5,9       | 5,7          | VI (Silné)          | Otřesy spustily podmořský sesuv, který vyvolal 0,5 m vysokou vlnu tsunami, která měla na svědomí některé škody.                                                                        | -     | -       |
| 20. červen | Kermadekovy ostrovy | Nový Zéland                    | 6,5       | 10           | IV (Mírné)          | Dotřes. | -     | -       |
| 23. červen | Lima                | Peru                           | 5,8       | 50,6         | VI (Silné)          | Několik domu se sesunulo, na mezinárodní letišti se provalil strop a někteří lidé se zranilo na schodišti. Šestiletý chlapec zemřel při evakuaci na infarkt. Silnice zavalily balvany. | 1     | 20      |
| 23. červen | Mendoza             | Argentina                      | 4,9       | 10           | IV (Málo silné)     | Jeden dům se zhroutil, některé otřesy poškodily. | -     | -       |
| 26. červen | Bingöl              | Turecko                        | 5,4       | 10           | VI (Silné)          | Ve čtyřech vesnicích poškozeno několik domů. | -     | 1       |

### Červenec
| Datum        | Místo                       | Stát              | Magnituda | Hloubka (km) | Mercalliho stupnice | Poznámka | Oběti | Oběti   |
| Datum        | Místo                       | Stát              | Magnituda | Hloubka (km) | Mercalliho stupnice | Poznámka | Mrtví | Zranění |
| ------------ | --------------------------- | ----------------- | --------- | ------------ | ------------------- | --- | ----- | ------- |
| 2. červenec  | Fidžijské moře              | Fidži             | 6,1       | 605,6        | II (Velmi slabé)    | - | -     | -       |
| 4. červenec  | Atacama                     | Chile             | 6,0       | 10           | VI (Silné)          | - | -     | -       |
| 4. červenec  | Atacama                     | Chile             | 6,0       | 10           | VI (Silné)          | - | -     | -       |
| 8. červenec  | Lyon County                 | USA               | 6,0       | 7,5          | VII (Velmi silné)   | V Nevadě a Kalifornii otřesy spustily laviny kamení. V oblasti se jedná o nejsilnější zemětřesení od roku 2019.                               | -     | -       |
| 10. červenec | Molucké moře                | Indonésie         | 6,1       | 45,1         | IV (Mírné)          | - | -     | -       |
| 10. červenec | Centrálně spravované okresy | Tádžikistán       | 5,7       | 16,6         | VI (Silné)          | Pět lidí zemřelo a dalších třicet utrpěli zranění. Ve dvou vesnicích bylo zničeno nejméně 20 domů.                                            | 5     | 30      |
| 18. červenec | Chiriquí                    | Panama            | 6,1       | 9,1          | IV (Mírné)          | Předtřes. | -     | -       |
| 21. červenec | Chiriquí                    | Panama            | 6,7       | 10           | VI (Silné)          | Přerušena dodávka el. energie. Jeden dům se zřítil.                                                                                           | -     | -       |
| 21. červenec | Bismarckovo moře            | Papua Nová Guinea | 6,0       | 8,7          | IV (Mírné)          | - | -     | -       |
| 23. červenec | Calabarzon                  | Filipíny          | 6,7       | 110          | V (Málo silné)      | Některé domy částečně spadly. Hlášeny sesuvy půdy a závrt.                                                                                    | -     | -       |
| 24. červenec | Kermadekovy ostrovy         | Nový Zéland       | 6,1       | 7            | III (Slabé)         | - | -     | -       |
| 26. červenec | Střední Sulawesi            | Indonésie         | 6,2       | 10,7         | VI (Silné)          | Jeden muž zemřel kvůli na následky šoku. Proběhla evakuace kvůli obavám z potenciální tsunami. Hlášeny výpadky el. proudu a poškozené budovy. | 1     | -       |
| 29. červenec | Aleutské ostrovy            | USA               | 8,2       | 32,2         | VIII (Bořivé)       | Nejsilnější zemětřesení v roce 2021. K pobřeží dorazila vlna tsunami vysoká 21 cm.                                                            | -     | -       |
| 29. červenec | Aleutské ostrovy            | USA               | 6,1       | 27,1         | IV (Mírné)          | Dotřes. | -     | -       |
| 29. červenec | Sagaing                     | Myanmar (Barma)   | 5,5       | 10           | VII (Velmi silné)   | Klášter a jedna zeď zkolabovaly. | -     | -       |
| 30. červenec | Sullana                     | Peru              | 6,2       | 32,7         | VII (Velmi silné)   | V okolí epicentra došlo k menším škodám. | -     | 721     |

### Srpen
| Datum     | Místo                                     | Stát                                      | Magnituda | Hloubka (km) | Mercalliho stupnice | Poznámka | Oběti | Oběti   |
| Datum     | Místo                                     | Stát                                      | Magnituda | Hloubka (km) | Mercalliho stupnice | Poznámka | Mrtví | Zranění |
| --------- | ----------------------------------------- | ----------------------------------------- | --------- | ------------ | ------------------- | --- | ----- | ------- |
| 2. srpen  | Západní Papua                             | Indonésie                                 | 6,0       | 10           | IV (Mírné)          | - | -     | -       |
| 3. srpen  | Nikobary                                  | Indie                                     | 6,1       | 10           | IV (Mírné)          | - | -     | -       |
| 11. srpen | Davao                                     | Filipíny                                  | 7,1       | 65,6         | VII (Velmi silné)   | Bylo vydáno varování před tsunami, později se zrušilo. Jeden muž zemřel po zásahu kokosového ořechu.                                | 1     | -       |
| 12. srpen | Jižní Georgie a Jižní Sandwichovy ostrovy | Jižní Georgie a Jižní Sandwichovy ostrovy | 8,1       | 55,7         | VII (Velmi silné)   | Jedno z nejsilnějších zemětřesení, které region postihlo. Vydána výstraha před tsunami, později zrušena.                            | -     | -       |
| 12. srpen | Jižní Georgie a Jižní Sandwichovy ostrovy | Jižní Georgie a Jižní Sandwichovy ostrovy | 7,5       | 47,2         | VI (Silné)          | Dotřes. | -     | -       |
| 12. srpen | Jižní Georgie a Jižní Sandwichovy ostrovy | Jižní Georgie a Jižní Sandwichovy ostrovy | 6,7       | 35           | -                   | Dotřes. | -     | -       |
| 12. srpen | Jižní Georgie a Jižní Sandwichovy ostrovy | Jižní Georgie a Jižní Sandwichovy ostrovy | 6,0       | 635          | IV (Mírné)          | Dotřes. | -     | -       |
| 12. srpen | Andalusie                                 | Španělsko                                 | 4,6       | 10           | VII (Velmi silné)   | Nejsilnější zemětřesení, které oblast zasáhlo od roku 1984. Jeden dům se částečně zřítil, u dalších se objevily praskliny na zdech. | -     | -       |
| 13. srpen | Jižní Georgie a Jižní Sandwichovy ostrovy | Jižní Georgie a Jižní Sandwichovy ostrovy | 6,0       | 35           | IV (Mírné)          | Dotřes. | -     | -       |
| 14. srpen | Tiburonský poloostrov                     | Haiti                                     | 7,2       | 10           | VII (Velmi silné)   | Zemětřesení na Haiti si za rok 2021 vyžádalo nejvíc obětí.                                                                          | -     | -       |
| 14. srpen | Aleutské ostrovy                          | USA                                       | 6,9       | 21           | IV (Mírné)          | Dotřes. | -     | -       |
| 16. srpen | Jižní Georgie a Jižní Sandwichovy ostrovy | Jižní Georgie a Jižní Sandwichovy ostrovy | 6,9       | 14           | IV (Mírné)          | Dotřes. | -     | -       |
| 17. srpen | Jižní Georgie a Jižní Sandwichovy ostrovy | Jižní Georgie a Jižní Sandwichovy ostrovy | 6,1       | 47,1         | IV (Mírné)          | Dotřes. | -     | -       |
| 18. srpen | Sanma                                     | Vanuatu                                   | 6,9       | 89,5         | VII (Velmi silné)   | - | -     | -       |
| 18. srpen | Jižní Georgie a Jižní Sandwichovy ostrovy | Jižní Georgie a Jižní Sandwichovy ostrovy | 6,0       | 28           | IV (Mírné)          | Dotřes. | -     | -       |
| 22. srpen | Jižní Georgie a Jižní Sandwichovy ostrovy | Jižní Georgie a Jižní Sandwichovy ostrovy | 6,6       | 11           | IV (Mírné)          | Dotřes. | -     | -       |
| 22. srpen | Jižní Georgie a Jižní Sandwichovy ostrovy | Jižní Georgie a Jižní Sandwichovy ostrovy | 7,1       | 14           | IV (Mírné)          | Dotřes. | -     | -       |
| 24. srpen | Kurilské ostrovy                          | Rusko                                     | 6,0       | 31           | IV (Mírné)          | - | -     | -       |
| 26. srpen | Střední Sulawesi                          | Indonésie                                 | 5,7       | 8            | VII (Velmi silné)   | Jeden člověk zemřel po zřícení domů. Dalších 297 utpělo škody.                                                                      | 1     | 39      |
| 31. srpen | Shinyanga                                 | Tanzanie                                  | 4,8       | 10           | V (Málo silné)      | Jedna osoba se zranila. Otřesy způsobily u některých domů praskliny.                                                                | -     | 1       |
| 31. srpen | Kermadekovy ostrovy                       | Nový Zéland                               | 6,4       | 16           | IV (Mírné)          | Dotřes. | -     | -       |
| 31. srpen | Kütahya                                   | Turecko                                   | 5,1       | 10           | V (Málo silné)      | Těžké škody hlášeny u 15 domů. | -     | -       |

### Září
| Datum    | Místo            | Stát      | Magnituda | Hloubka (km) | Mercalliho stupnice | Poznámka | Oběti | Oběti   |
| Datum    | Místo            | Stát      | Magnituda | Hloubka (km) | Mercalliho stupnice | Poznámka | Mrtví | Zranění |
| -------- | ---------------- | --------- | --------- | ------------ | ------------------- | --- | ----- | ------- |
| 7. září  | Pangai           | Tonga     | 6,0       | 10           | IV (Mírné)          | - | -     | -       |
| 8. září  | Acapulco         | Mexiko    | 7,0       | 20           | VIII (Bořivé)       | Zemětřesení poškodilo nebo zničilo 8,7 tisíce domů. Zemřelo třináct lidí. Mezi příčiny úmrtí patřily infarkt, padající sloup, kolaps zdi, dopravní nehoda či sesuv půdy. | 13    | 23      |
| 13. září | Chorásán Razaví  | Írán      | 5,1       | 10           | V (Málo silné)      | V okolí epicentra byly hlášeny škody ze 42 vesnic. | -     | 10      |
| 13. září | Salta            | Argentina | 6,2       | 193,4        | IV (Mírné)          | - | -     | -       |
| 15. září | S’-čchuan        | Čína      | 5,4       | 7,5          | VII (Velmi silné)   | 7,8 tisíce budov otřesy silně poškodily nebo zbořily. Dalších 29 tisíc utrpělo škody. Pozastaven musel být i provoz vysokorychlostní železnice.                          | 3     | 146     |
| 20. září | Kurilské ostrovy | Rusko     | 6,1       | 25           | IV (Mírné)          | - | -     | -       |
| 21. září | Arauco           | Chile     | 6,4       | 12,5         | V (Málo silné)      | - | -     | -       |
| 21. září | Victoria         | Austrálie | 5,9       | 10           | VII (Velmi silné)   | Jedno z nejsilnějších zemětřesení, které zasáhlo Austrálii. V Melbourne nastaly výpadky proudu a některé budovy utrpěly škody.                                           | -     | 1       |
| 22. září | Chinandega       | Nikaragua | 6,5       | 30,7         | V (Málo silné)      | - | -     | -       |
| 24. září | Adak             | USA       | 6,1       | 39,6         | V (Málo silné)      | - | -     | -       |
| 27. září | Kréta            | Řecko     | 6,0       | 8,7          | VIII (Bořivé)       | Ve městě Heráklion bylo poškozeno 5 tisíc budov. Hlášeny i sesuvy půdy. V jedné vesnici došlo ke kolapsu většiny budov a pouze dvě zůstaly stát.                         | 1     | 35      |
| 28. září | Centrální Jáva   | Indonésie | 3,0       | 10           | -                   | Zemětřesení způsobilo na jednom z tamějších vrchů trhlinu, dlouhou 150 m. 23 domů bylo poškozeno, z toho 4 vážně.                                                        | -     | -       |
| 28. září | Kréta            | Řecko     | 5,3       | 10           | V (Málo silné)      | Dotřes, který zapříčinil další škody a kolapsy budov. | -     | -       |
| 29. září | Mendoza          | Argentina | 4,9       | 30           | VI (Silné)          | - | -     | -       |
| 29. září | Išikawa          | Japonsko  | 6,1       | 367,7        | III (Slabé)         | - | -     | -       |

### Říjen
| Datum      | Místo                                     | Stát                                      | Magnituda | Hloubka (km) | Mercalliho stupnice | Poznámka | Oběti | Oběti   |
| Datum      | Místo                                     | Stát                                      | Magnituda | Hloubka (km) | Mercalliho stupnice | Poznámka | Mrtví | Zranění |
| ---------- | ----------------------------------------- | ----------------------------------------- | --------- | ------------ | ------------------- | --- | ----- | ------- |
| 1. říjen   | Búšehr                                    | Írán                                      | 4,9       | 10           | VI (Silné)          | - | -     | 3       |
| 2. říjen   | Vanuatu                                   | Vanuatu                                   | 7,3       | 535,8        | IV (Mírné)          | - | -     | -       |
| 2. říjen   | Středoindický hřbet                       | -                                         | 6,0       | 10           | -                   | - | -     | -       |
| 2. říjen   | Mimaropa                                  | Filipíny                                  | 5,4       | 9,4          | VII (Velmi silné)   | Zkolabovaly zdi u pěti domů. | -     | -       |
| 4. říjen   | Chúzistán                                 | Írán                                      | 5,5       | 10           | VII (Velmi silné)   | Zemětřesení poškodilo několik budov. | -     | -       |
| 4. říjen   | Jižní Georgie a Jižní Sandwichovy ostrovy | Jižní Georgie a Jižní Sandwichovy ostrovy | 6,2       | 10           | IV (Mírné)          | Dotřes. | -     | -       |
| 5. říjen   | Iwate                                     | Japonsko                                  | 5,7       | 55           | V (Málo silné)      | Otřesy poškodily pouze jednu budovu. | -     | 3       |
| 6. říjen   | Splitsko-dalmatská župa                   | Chorvatsko                                | 4,9       | 10           | VI (Silné)          | Ve Splitu poškozeno několik budov. Ve Trilju se proběhl menší sesuv půdy. | -     | -       |
| 6. říjen   | Balúčistán                                | Pákistán                                  | 5,9       | 9,0          | VII (Velmi silné)   | Zemětřesení si vyžádalo 27 mrtvých, 15 pohřešovaných a 30 zraněných. V jednom městě nastal kolaps sedmi desítek budov.                                                          | 27    | 300     |
| 6. říjen   | Salta                                     | Argentina                                 | 5,0       | 10           | IV (Mírné)          | - | -     | 2       |
| 7. říjen   | Čiba                                      | Japonsko                                  | 5,9       | 62           | VII (Velmi silné)   | Nejsilnější zemětřesení, které Tokyo postihlo od roku 2011. V okolí epicentra se vyskytly výpadky proudu a drobné škody. U dvou budov došlo k požáru.                           | -     | 47      |
| 9. říjen   | Vanuatu                                   | Vanuatu                                   | 6,9       | 520,4        | III (Slabé)         | Dotřes. | -     | -       |
| 10. říjen  | Balúčistán                                | Pákistán                                  | 4,5       | 10           | III (Slabé)         | Dotřes. Nastaly další škody a zranění osob. | -     | 6       |
| 10. říjen  | Havaj                                     | USA                                       | 6,2       | 35,1         | VII (Velmi silné)   | Jednalo se o nejsilnější zemětřesení v oblasti za poslední 3 roky. | -     | -       |
| 11. říjen  | Aljaška                                   | USA                                       | 6,5       | 69,1         | VII (Velmi silné)   | Dotřes. | -     | -       |
| 12. říjen  | Kréta                                     | Řecko                                     | 6,4       | 10           | VIII (Bořivé)       | Ve městě Sitia se zřítil kostel a radnice utrpěla poškození. | -     | -       |
| 13. říjen  | Santa Cruz                                | Argentina                                 | 5,4       | 10           | VII (Velmi silné)   | Hlášeny drobné škody, například praskliny na zdech domů a silnicích. Rovněž nastalo i skalní řícení.                                                                            | -     | -       |
| 14. říjen  | Bicol                                     | Filipíny                                  | 4,2       | 7            | VI (Silné)          | - | -     | -       |
| 15. říjen  | Isabel                                    | Šalomounovy ostrovy                       | 6,4       | 22,6         | VI (Silné)          | Dva domy otřesy zničily a šest dalších poškodily. | -     | -       |
| 15. říjen  | Bali                                      | Indonésie                                 | 4,7       | 10           | IV (Mírné)          | Dvě osoby zabil sesuv půdy. Třetí obětí bylo dítě, jež zemřelo padajícími troskami. 70 domů se zřítilo.                                                                         | 3     | 73      |
| 16 . říjen | Kermán                                    | Írán                                      | 4,8       | 10           | -                   | Ve městě Andika zemětřesení poškodilo 980 bytových jednotek, 1950 domů a 600 skladovacích staveb pro hospodářská zvířata. V jiném městě se proběhlo rozbití oken či kolaps zdí. | -     | -       |
| 18. říjen  | Torba                                     | Vanuatu                                   | 6,2       | 96,5         | V (Málo silné)      | - | -     | -       |
| 21. říjen  | Fidžijské moře                            | -                                         | 6,1       | 497,2        | II (Velmi slabé)    | - | -     | -       |
| 22. říjen  | Východní Jáva                             | Indonésie                                 | 4,9       | 72,9         | IV (Mírné)          | Zničena mešita a další budovy poškozeny. | -     | -       |
| 24. říjen  | I-lan                                     | Tchaj-wan                                 | 6,2       | 64,5         | VI (Silné)          | Tchajpejské metro muselo být dočasně uzavřeno. | -     | 1       |
| 29. říjen  | Dibrë                                     | Albánie                                   | 4,7       | 10           | VI (Silné)          | Nejméně 16 domů zemětřesení poničilo. | -     | -       |

### Listopad
| Datum        | Místo                                     | Stát                                      | Magnituda | Hloubka (km) | Mercalliho stupnice | Poznámka | Oběti | Oběti   |
| Datum        | Místo                                     | Stát                                      | Magnituda | Hloubka (km) | Mercalliho stupnice | Poznámka | Mrtví | Zranění |
| ------------ | ----------------------------------------- | ----------------------------------------- | --------- | ------------ | ------------------- | --- | ----- | ------- |
| 1. listopad  | Jižní Georgie a Jižní Sandwichovy ostrovy | Jižní Georgie a Jižní Sandwichovy ostrovy | 6,0       | 22           | IV (Mírné)          | Dotřes. | -     | -       |
| 1. listopad  | Severní Sumatra                           | Indonésie                                 | 6,0       | 15,3         | IV (Mírné)          | - | -     | -       |
| 4. listopad  | Moluky                                    | Indonésie                                 | 5,7       | 18           | VI (Silné)          | Minimálně 26 domů poškozeno. | -     | -       |
| 6. listopad  | Severní Sulawesi                          | Indonésie                                 | 6,0       | 39,9         | V (Málo silné)      | - | -     | -       |
| 8. listopad  | Konya                                     | Turecko                                   | 5,1       | 10           | V (Málo silné)      | Tři budovy zničeny. Dva lidé zraněni po pádu na schodišti. | -     | 2       |
| 9. listopad  | Carazo                                    | Nikaragua                                 | 6,3       | 35           | V (Málo silné)      | - | -     | -       |
| 10. listopad | Okinawa                                   | Japonsko                                  | 6,6       | 10           | IV (Mírné)          | - | -     | -       |
| 10. listopad | Papua                                     | Indonésie                                 | 6,0       | 10           | V (Málo silné)      | - | -     | -       |
| 14. listopad | Hormozgán                                 | Írán                                      | 6,0       | 7            | VII (Velmi silné)   | - | -     | -       |
| 14. listopad | Hormozgán                                 | Írán                                      | 6,4       | 10           | IX (Bořivé)         | Zemřeli dva lidé a téměř stovka osob byla zraněna. Několik domů bylo zničeno a rovněž se objevily sesuvy půdy. | 2     | 98      |
| 15. listopad | jih Indického oceánu                      | -                                         | 6,0       | 10           | -                   | - | -     | -       |
| 18. listopad | Nové Irsko                                | Papua Nová Guinea                         | 6,2       | 36,3         | IV (Mírné)          | - | -     | -       |
| 19. listopad | Erzurum                                   | Turecko                                   | 5,1       | 9            | IV (Mírné)          | V několika vesnicích poblíž epicentra poškozeno několik domů a jiné se zřítily. | -     | 2       |
| 22. listopad | Puerto Plata                              | Dominikánská republika                    | 4,5       | 10           | V (Málo silné)      | U 16 škol se objevily praskliny na zdech. | -     | -       |
| 23. listopad | Pichincha                                 | Ekvádor                                   | 4,9       | 3,8          | V (Málo silné)      | Hlášeny škody z hlavního města. | -     | -       |
| 25. listopad | Santa Cruz                                | Šalomounovy ostrovy                       | 6,1       | 39,9         | VII (Velmi silné)   | - | -     | -       |
| 26. listopad | Čjinský stát                              | Myanmar (Barma)                           | 6,2       | 42,5         | VIII (Bořivé)       | Došlo k pádu stropu u jednoho kostela. V sousedním Bangladéši se student při skoku z druhého patra místní univerzity. | -     | 1       |
| 28. listopad | Loreto                                    | Peru                                      | 7,5       | 112,5        | VIII (Bořivé)       | Silné zemětřesení zničilo 2592 budov, včetně sedmi církevních staveb. Jednoho člověka zabil pád předmětu, druhý zemřel na následky infarktu. O den později kvůli sesuvu půdy havaroval autobus, zemřelo 10 lidí a dalších 7 se zranilo. | 12    | 136     |
| 28. listopad | Tamilnádu                                 | Indie                                     | 3,6       | 25           | -                   | Navzdory nízké intenzity otřesů utrpěl jeden dům škody. | -     | -       |
| 29. listopad | Izu                                       | Japonsko                                  | 6,3       | 6,1          | III (Slabé)         | - | -     | -       |
| 30. listopad | Nové Irsko                                | Papua Nová Guinea                         | 6,3       | 10           | V (Málo silné)      | - | -     | -       |
| 30. listopad | Nové Irsko                                | Papua Nová Guinea                         | 6,1       | 10           | IV (Mírné)          | Dotřes. | -     | -       |

### Prosinec
| Datum        | Místo                                     | Stát                                      | Magnituda | Hloubka (km) | Mercalliho stupnice | Poznámka | Oběti | Oběti   |
| Datum        | Místo                                     | Stát                                      | Magnituda | Hloubka (km) | Mercalliho stupnice | Poznámka | Mrtví | Zranění |
| ------------ | ----------------------------------------- | ----------------------------------------- | --------- | ------------ | ------------------- | --- | ----- | ------- |
| 3. prosinec  | Kansai                                    | Japonsko                                  | 5,2       | 11,3         | V (Málo silné)      | Drobné škody (rozbitá okna). | -     | -       |
| 3. prosinec  | Velikonoční ostrov                        | Chile                                     | 6,1       | 10           | III (Slabé)         | - | -     | -       |
| 3. prosinec  | Jižní Georgie a Jižní Sandwichovy ostrovy | Jižní Georgie a Jižní Sandwichovy ostrovy | 6,0       | 9,9          | III (Slabé)         | Dotřes. | -     | -       |
| 4. prosinec  | Filipínské moře                           | Indonésie                                 | 6,0       | 174,3        | IV (Mírné)          | - | -     | -       |
| 9. prosinec  | Kagošima                                  | Japonsko                                  | 6,0       | 7            | V (Málo silné)      | - | -     | -       |
| 11. prosinec | Coquimbo                                  | Chile                                     | 5,7       | 53,3         | V (Málo silné)      | Hlášené skalní řícenía poškození silnic. | -     | -       |
| 12. prosinec | jihozápad Tichého oceánu                  | -                                         | 6,5       | 10           | -                   | - | -     | -       |
| 14. prosinec | Floreské moře                             | Indonésie                                 | 7,3       | 18,4         | VII (Velmi silné)   | Jednoho muže zabily padající trosky. Zranilo se 97 osob, z čehož 7 během paniky po vyhlášení varování před vlnou tsunami. Nakonec byla pozorována jen 7 cm vysoké vzedmutí moře. Zemětřesení poškodilo nejméně 346 domů. Z občanských staveb to byly tři školy, dvě mešity, dvě modlitebny a obecního úřadu. | 1     | 97      |
| 14. prosinec | Čedžu                                     | Jižní Korea                               | 4,6       | 10           | VI (Silné)          | Nejsilnější zemětřesení, jež Jižní Koreu zasáhlo od roku 2018. Minimálně čtyři budovy otřesy poškodily. | -     | -       |
| 15. prosinec | Východní Jáva                             | Indonésie                                 | 4,8       | 10           | VI (Silné)          | Jeden dům se zřítil, dalších 29 utrpěly škody. | -     | 4       |
| 16. prosinec | Jižní Georgie a Jižní Sandwichovy ostrovy | Jižní Georgie a Jižní Sandwichovy ostrovy | 6,0       | 15           | III (Slabé)         | Dotřes. | -     | -       |
| 18. prosinec | Ostrovy prince Edvarda                    | Jižní Afrika                              | 6,0       | 10           | -                   | - | -     | -       |
| 19. prosinec | Bua                                       | Fidži                                     | 6,2       | 10           | V (Málo silné)      | - | -     | -       |
| 19. prosinec | Sainyabuli                                | Laos                                      | 5,5       | 10           | VII (Velmi silné)   | V sousedním Thajsku došlo ke škodám u buddhistického chrámu. | -     | -       |
| 20. prosinec | Jižní Georgie a Jižní Sandwichovy ostrovy | Jižní Georgie a Jižní Sandwichovy ostrovy | 6,0       | 10           | III (Slabé)         | Dotřes. | -     | -       |
| 20. prosinec | Humboldt County                           | USA                                       | 6,2       | 12,5         | VII (Velmi silné)   | Drobné škody, jako třeba rozbitá okna, praskliny na silnicích, stržená střecha továrny a malé sesuvy půdy. | -     | -       |
| 22. prosinec | Jalisco                                   | Mexiko                                    | 6,0       | 10           | IV (Mírné)          | - | -     | -       |
| 23. prosinec | Ándhrapradéš                              | Indie                                     | 3,5       | 10           | -                   | U 40 domů hlášeny drobné škody. | -     | -       |
| 24. prosinec | Phongsali                                 | Laos                                      | 5,7       | 10           | VII (Velmi silné)   | Část zdi místní školy se zřítila, provalil se strop v kancelářské budově a v sousední Číně se na silnicích objevily pukliny. | -     | 10      |
| 26. prosinec | Lau                                       | Fidži                                     | 6,1       | 626,5        | II (Velmi slabé)    | - | -     | -       |
| 29. prosinec | Moluky                                    | Indonésie                                 | 7,3       | 166,9        | VII (Velmi silné)   | Dva domy spadly. | -     | -       |